# Penalosa (Kansas)
Pour les articles homonymes, voir Peñalosa.
Penalosa est une ville américaine située dans le comté de Kingman, au Kansas. 

## Démographie
Selon le recensement de 2020, sa population est de 18 habitants.